# Hezekiél Sepeng
Hezekiél Sepeng (né le 30 juin 1974 à Potchefstroom) est un athlète sud-africain, spécialiste du 800 m.
Sepeng est un coureur de 800 m et depuis le milieu des années 1990, il fait partie de l'élite mondiale. Aux Jeux olympiques d'été de 1996 à Atlanta, il était le premier athlète noir d'Afrique du Sud à obtenir une médaille olympique. Sur 800 m, il remportait l'argent derrière Vebjørn Rodal.
Il n'a commencé l'athlétisme qu'à l'âge de 17 ans. Mais il ne put prendre part à des compétitions internationales qu'après les changements politiques en Afrique du Sud. Aux jeux du Commonwealth de 1994, il avait déjà été le premier athlète de couleur à remporter une médaille pour l'Afrique du Sud lors d'une compétition internationale, de l'argent sur 800 m.
Hezekiél Sepeng a gagné une nouvelle médaille d'argent sur 800 m aux championnats du monde de 1999 à Séville. Une blessure l'année suivante lui demanda du temps pour retrouver sa place parmi les meilleurs mondiaux. Aux Jeux olympiques d'été de 2000 à Sydney, il eut l'honneur de porter le drapeau national pendant la cérémonie d'ouverture.
Il terminait quatrième du 800 m remporté par l'Allemand Nils Schumann.
Ses meilleures années étaient désormais derrière lui. Aux championnats du monde de 2003, il se classait septième et aux Jeux olympiques d'été de 2004, il arrivait encore à se qualifier pour la finale mais sans obtenir de médaille.
Au début 2005, il a été contrôlé positif à la nandrolone.

## Palmarès

### Jeux olympiques d'été
- Jeux olympiques d'été de 1996 à Atlanta ( États-Unis)
  -  Médaille d'argent sur 800 m
- Jeux olympiques d'été de 2000 à Sydney ( Australie) 
  - 4e sur 800 m
- Jeux olympiques d'été de 2004 à Athènes ( Grèce) 
  - 6e sur 800 m

### Championnats du monde d'athlétisme
- Championnats du monde d'athlétisme de 1993 à Stuttgart ( Allemagne)
  - 5e sur 800 m
- Championnats du monde d'athlétisme de 1995 à Göteborg ( Suède)
  - éliminé en demi-finale sur 800 m
- Championnats du monde d'athlétisme de 1997 à Athènes ( Grèce)
  - éliminé en demi-finale sur 800 m
  - 5e en relais 4 × 400 m
- Championnats du monde d'athlétisme de 1999 à Séville ( Espagne)
  -  Médaille d'argent sur 800 m
- Championnats du monde d'athlétisme de 2001 à Edmonton ( Canada)
  - 8e sur 800 m
- Championnats du monde d'athlétisme de 2003 à Paris ( France)
  - 7e sur 800 m

### Championnats du monde d'athlétisme en salle
- Championnats du monde d'athlétisme en salle de 2003 à Birmingham ( Royaume-Uni)
  - disqualifié en série sur 800 m

### Jeux du Commonwealth
- Jeux du Commonwealth de 1994 à Victoria ( Canada)
  -  Médaille d'argent sur 800 m
- Jeux du Commonwealth de 1998 à Kuala Lumpur ( Malaisie)
  -  Médaille d'argent sur 800 m
  - 4e en relais 4 × 400 m

### Jeux africains
- Jeux africains de 1995 à Harare ( Zimbabwe)
  -  Médaille d'argent en relais 4 x 400 m

## Sources
- (de) Cet article est partiellement ou en totalité issu de l’article de Wikipédia en allemand intitulé « Hezekiél Sepeng » (voir la liste des auteurs).